# Gategylet (Ringamåla socken, Blekinge)
Gategylet är en sjö i Karlshamns kommun i Blekinge och ingår i Mörrumsåns huvudavrinningsområde.